# Siniperca fortis
Siniperca fortis är en fiskart som först beskrevs av Lin 1932.  Siniperca fortis ingår i släktet Siniperca och familjen Percichthyidae. IUCN kategoriserar arten globalt som otillräckligt studerad. Inga underarter finns listade i Catalogue of Life.